# I Do, I Do, I Do, I Do, I Do
I Do, I Do, I Do, I Do, I Do är en sång skriven av Benny Andersson, Stikkan Anderson och Björn Ulvaeus och inspelad av den svenska popgruppen Abba.

## Historik

### Inspelningen
I Do, I Do, I Do, I Do, I Do var en av de sista sångerna som spelades in till albumet Abba som gavs ut i april 1975. Inspelningen påbörjades i Metronome studio i Stockholm den 21 februari 1975.
I inspelningen medverkar Benny Andersson (klaviatur), Lasse Wellander och Björn Ulvaeus (gitarrer), Mike Watson (elbas), Roger Palm (trummor) samt Ulf Andersson (saxofon). Både Agnetha Fältskog och Anni-Frid Lyngstad står för sången.

## Singeln
Sången släpptes som singel i samband med albumet Abba i april 1975 med Rock Me som B-sida. Singeln blev gruppens första etta på singellistan i Australien, där den låg kvar i toppositionen i 14 veckor.

### Listplaceringar
| Lista          | Placering (1975-1976) |
| -------------- | --------------------- |
| Australien     | 13                    |
| Nya Zeeland    | 1                     |
| Sydafrika      | 12                    |
| Schweiz        | 15                    |
| Belgien        | 2                     |
| Norge          | 2                     |
| Nederländerna  | 3                     |
| Österrike      | 4                     |
| Rhodesia       | 5                     |
| Västtyskland   | 6                     |
| Kanada         | 12                    |
| Frankrike      | 14                    |
| USA            | 15                    |
| Storbritannien | 38                    |

## Coverversioner
- Saxofonarrangemanget gjorde att låten snabbt kom att tolkas av olika dansband, bland annat Ingmar Nordströms på albumet Saxparty 2 1975.[3]
- Det svenska dansbandet Birgitta Wollgård & Salut fick med en svenskspråkig version av låten, Om och om och om och om igen, en etta på Svensktoppen 1975.
- 1975 spelade finländska Seija Simola in sången med finsk text och titeln Vai Niin, Vai Niin, Vai Niin, Vai Niin, Vai Niin samt släppte den som singel. Med denna text spelade även Lea Laven in sången till sitt album Lea 1975.
- 1977 spelade det svenska countrybandet Nashville Train in sången till deras album Abba Our Way.
- De svenska studiomusikerna The Black Sweden spelade in en version till sitt Abba-tributalbum Gold. I den finns även ett riff från sången Tush av ZZ Top.
- Sången framförs i andra akten av musikalen Mamma Mia!, som hade premiär 1999.
- Det humoristiska radioprogrammet Rally gjorde en egen text till melodin; Undo, som handlade om datorernas "Undo"-funktion [4].
- Torgny Melins framförde låten i TV-programmet Dansbandskampen 2009.

### Fotnoter
1. ↑  ”ABBA Annual 1975”. Arkiverad från originalet den 23 maj 2013. https://web.archive.org/web/20130523011927/http://www.abbaannual.com/1975.htm. Läst 4 december 2010.
2. 1 2  ABBA - The complete recording sessions, Carl Magnus Palm, 1994, sid 50.
3. ↑  ”Svensk mediedatabas”. http://smdb.kb.se/catalog/id/001885001. Läst 25 maj 2011.
4. ↑  Rally - Undo (I Do, I Do, I Do, I Do, I Do) Arkiverad 4 december 2008 hämtat från the Wayback Machine.